# Zacatrophon
Zacatrophon is een geslacht van weekdieren uit de klasse van de Gastropoda (slakken).

## Soorten
- Zacatrophon beebei (Hertlein & Strong, 1948)
- Zacatrophon skoglundae Houart, 2010